# 2009. évi nyári európai ifjúsági olimpiai fesztivál
A 2009. évi nyári európai ifjúsági olimpiai fesztivál, hivatalos nevén a X. nyári európai ifjúsági olimpiai fesztivál egy több sportot magába foglaló nemzetközi sportesemény, melyet 2009. július 19. és július 25. között rendeztek Tamperében, Finnországban.

## A versenyek helyszínei
- Tamperei Stadion - az atlétikai versenyszámok helyszíne.
- Tamperei kiállító és sport centrum - a röplabda, a kézilabda és a torna versenyszámainak adott otthont.
- Tamperei jégcsarnok - a cselgáncs viadalok helyszíne volt.
- Tamperei úszóközpont - az úszó versenyszámok helyszíne volt.
- Pyynikki labdajátékok központja - a férfi kosárlabda-mérkőzéseknek adott otthont.
- Hervanta Leisure központ - a női kosárlabda-mérkőzések helyszíne.
- Tamperei tenisz centrum - a teniszmérkőzések helyszíne volt.

## Részt vevő nemzetek
Az alábbi 49 nemzet képviseltette magát a sporteseményen:
- Albánia
- Andorra
- Ausztria
- Azerbajdzsán
- Belgium
- Bosznia-Hercegovina
- Bulgária
- Ciprus
- Csehország
- Dánia
- Észtország
- Fehéroroszország
- Finnország
- Franciaország
- Görögország
- Grúzia
- Hollandia
- Horvátország
- Izland
- Izrael
- Írország
- Lengyelország
- Lettország
- Liechtenstein
- Litvánia
- Luxemburg
- Észak-Macedónia
- Magyarország
- Málta
- Moldova
- Monaco
- Montenegró
- Egyesült Királyság
- Németország
- Norvégia
- Olaszország
- Oroszország
- Örményország
- Portugália
- Románia
- San Marino
- Spanyolország
- Svájc
- Svédország
- Szerbia
- Szlovákia
- Szlovénia
- Törökország
- Ukrajna

## Versenyszámok
| Versenyszámok a 2009. évi európai nyári ifjúsági olimpiai fesztiválon |       |     |        |          |
| Sportág, szakág                                                       | férfi | női | vegyes | összesen |
| Atlétika                                                              | 18    | 18  |        | 36       |
| Cselgáncs                                                             | 8     | 7   |        | 15       |
| Kerékpározás                                                          | 3     |     |        | 3        |
| Kézilabda                                                             | 1     | 1   |        | 2        |
| Kosárlabda                                                            | 1     | 1   |        | 2        |
| Röplabda                                                              | 1     | 1   |        | 2        |
| Tenisz                                                                | 2     | 2   |        | 4        |
| Torna                                                                 | 8     | 6   |        | 14       |
| Úszás                                                                 | 15    | 15  | 1      | 31       |
|                                                                       |       |     |        |          |
| Összesen                                                              | 57    | 51  | 1      | 109      |

## A magyar érmesek
| Érem  | Versenyző                                                           | Sportág   | Versenyszám          |
| ----- | ------------------------------------------------------------------- | --------- | -------------------- |
| Arany | Szalai Benjámin Gábor                                               | Atlétika  | 2000 m akadályfutás  |
| Arany | Biczó Bence                                                         | Úszás     | 200 m pillangó       |
| Ezüst | Gregor László                                                       | Atlétika  | 1500 m síkfutás      |
| Ezüst | Nguyen Anasztázia Komiszár Kriszta Kerekes Gréta Lóránd Lilla       | Atlétika  | 4 × 100 m váltófutás |
| Ezüst | Biczó Bence                                                         | Úszás     | 100 m pillangó       |
| Bronz | Nguyen Anasztázia                                                   | Atlétika  | 100 m síkfutás       |
| Bronz | Fogarasy Gergő                                                      | Cselgáncs | 81 kg                |
| Bronz | Batizi Barbara                                                      | Cselgáncs | 44 kg                |
| Bronz | Szilágyi Liliána                                                    | Úszás     | 100 m hát            |
| Bronz | Szilágyi Liliána Sztankovics Anna Burián Katalin Baranyai Mór Enikő | Úszás     | 4 × 100 m vegyes     |

## Éremtáblázat
| A 2009. évi európai nyári ifjúsági olimpiai fesztivál éremtáblázata | A 2009. évi európai nyári ifjúsági olimpiai fesztivál éremtáblázata | A 2009. évi európai nyári ifjúsági olimpiai fesztivál éremtáblázata | A 2009. évi európai nyári ifjúsági olimpiai fesztivál éremtáblázata | A 2009. évi európai nyári ifjúsági olimpiai fesztivál éremtáblázata | Olimpia  |
| ------------------------------------------------------------------- | ------------------------------------------------------------------- | ------------------------------------------------------------------- | ------------------------------------------------------------------- | ------------------------------------------------------------------- | -------- |
|                                                                     | Ország                                                              | Arany                                                               | Ezüst                                                               | Bronz                                                               | Összesen |
| 1.                                                                  | Oroszország                                                         | 18                                                                  | 10                                                                  | 8                                                                   | 36       |
| 2.                                                                  | Németország                                                         | 10                                                                  | 8                                                                   | 7                                                                   | 25       |
| 3.                                                                  | Egyesült Királyság                                                  | 10                                                                  | 6                                                                   | 9                                                                   | 25       |
| 4.                                                                  | Belgium                                                             | 9                                                                   | 5                                                                   | 4                                                                   | 18       |
| 5.                                                                  | Spanyolország                                                       | 9                                                                   | 3                                                                   | 2                                                                   | 14       |
| 6.                                                                  | Olaszország                                                         | 8                                                                   | 7                                                                   | 7                                                                   | 22       |
| 7.                                                                  | Franciaország                                                       | 7                                                                   | 10                                                                  | 4                                                                   | 21       |
| 8.                                                                  | Törökország                                                         | 4                                                                   | 1                                                                   | 6                                                                   | 11       |
| 9.                                                                  | Románia                                                             | 3                                                                   | 8                                                                   | 5                                                                   | 16       |
| 10.                                                                 | Lengyelország                                                       | 3                                                                   | 4                                                                   | 7                                                                   | 14       |
| 11.                                                                 | Szerbia                                                             | 2                                                                   | 5                                                                   | 3                                                                   | 10       |
| 12.                                                                 | Ukrajna                                                             | 2                                                                   | 3                                                                   | 8                                                                   | 13       |
| 13.                                                                 | Hollandia                                                           | 2                                                                   | 3                                                                   | 5                                                                   | 10       |
|                                                                     | Magyarország                                                        | 2                                                                   | 3                                                                   | 5                                                                   | 10       |
| 15.                                                                 | Csehország                                                          | 2                                                                   | 3                                                                   | 2                                                                   | 7        |
| 16.                                                                 | Svájc                                                               | 2                                                                   | 2                                                                   | 8                                                                   | 12       |
| 17.                                                                 | Dánia                                                               | 2                                                                   | 2                                                                   | 5                                                                   | 9        |
| 18.                                                                 | Ausztria                                                            | 2                                                                   | 2                                                                   | 4                                                                   | 8        |
| 19.                                                                 | Azerbajdzsán                                                        | 2                                                                   | 1                                                                   | 1                                                                   | 4        |
|                                                                     | Szlovákia                                                           | 2                                                                   | 1                                                                   | 1                                                                   | 4        |
| 21.                                                                 | Finnország                                                          | 1                                                                   | 5                                                                   | 1                                                                   | 7        |
| 22.                                                                 | Írország                                                            | 1                                                                   | 3                                                                   | 3                                                                   | 7        |
| 23.                                                                 | Fehéroroszország                                                    | 1                                                                   | 2                                                                   | 1                                                                   | 4        |
| 24.                                                                 | Litvánia                                                            | 1                                                                   | 2                                                                   | 0                                                                   | 3        |
| 25.                                                                 | Portugália                                                          | 1                                                                   | 1                                                                   | 1                                                                   | 3        |
| 26.                                                                 | Észtország                                                          | 1                                                                   | 0                                                                   | 1                                                                   | 2        |
|                                                                     | Szlovénia                                                           | 1                                                                   | 0                                                                   | 1                                                                   | 2        |
| 28.                                                                 | Moldova                                                             | 1                                                                   | 0                                                                   | 0                                                                   | 1        |
| 29.                                                                 | Lettország                                                          | 0                                                                   | 2                                                                   | 2                                                                   | 4        |
| 30.                                                                 | Grúzia                                                              | 0                                                                   | 2                                                                   | 1                                                                   | 3        |
| 31.                                                                 | Bulgária                                                            | 0                                                                   | 1                                                                   | 2                                                                   | 3        |
|                                                                     | Horvátország                                                        | 0                                                                   | 1                                                                   | 2                                                                   | 3        |
| 33.                                                                 | Ciprus                                                              | 0                                                                   | 1                                                                   | 1                                                                   | 2        |
|                                                                     | Izrael                                                              | 0                                                                   | 1                                                                   | 1                                                                   | 2        |
|                                                                     | Örményország                                                        | 0                                                                   | 1                                                                   | 1                                                                   | 2        |
| 36.                                                                 | Svédország                                                          | 0                                                                   | 1                                                                   | 0                                                                   | 1        |
| 37.                                                                 | Görögország                                                         | 0                                                                   | 0                                                                   | 4                                                                   | 4        |
|                                                                     |                                                                     |                                                                     |                                                                     |                                                                     |          |
| Összesen                                                            | Összesen                                                            | 109                                                                 | 110                                                                 | 123                                                                 | 342      |